# Міннібаєво – Нижньокамськ
Міннібаєво – Нижньокамськ – трубопровід, призначений для транспортування зріджених вуглеводневих газів (ЗВГ).
З 1956 по 1966 роки ввели в дію чотири черги Міннібаєвського газопереробного заводу, які могли щорічно приймати біля 5 млрд м3 супутнього газу, багатого на гомологи метану. Певні обсяги вилученої з нього фракції С3+ (за російською термінологією – широка фракція легких вуглеводнів, ШФЛУ) розділяли прямо в Міннібаємо, проте в 1967-му ввели в дію потужну установку фракціонування у Нижньокамську, що отримала ресурс по продуктопроводу Міннібаєво – Нижньокамськ. Продуктопровід довжиною 120 км має дві нитки діаметром 250 мм (за іншими даними, щонайменше одна з них має діаметр 273 мм).
Невдовзі газопереробні заводи Поволжя почали відчувати нестачу місцевого ресурсу, втім, великі обсяги ШФЛУ з’явились у Західному Сибіру. В 1985-му до Нижньокамська вивели потужний ШФЛУ-трубопровід Західний Сибір – Урал – Поволжя, частина доправленого по якому ресурсу призначалась і для Міннібаєвського ГПЗ. Втім, вже у 1989-му сталась катастрофа, що перервала роботу цієї системи.
Наразі Міннібаєвський ГПЗ не випускає товарну ШФЛУ та здійснює її розділення власними силами. При цьому нижньокамський майданчик є споживачем виробленого у Міннібаєво бутану, ізобутану (для установок дегідрогенізації) та газового бензину (для піролізного виробництва).